# Łan
Łan [wan] (en latín laneus, en alemán Lahn), es una unidad de medida de superficie utilizada antiguamente en Polonia. Desde el siglo XIII, su valor ha variado según la región. Un gran łan (también llamado franco, real o antiguo) constó de 43.2 morgs, es decir de 23 a 28 hectáreas. Un łan menor (o łan de Chełmno) equivalía a 30 morg ≈ 17.955 hectáreas.
El término deriva del alemán Lehen, "feudo". El łan implicaba el tamaño medio de una granja campesina y se dividía en zagony ("cinturones") y estos a su vez en skiby ("trozos").
En tiempos medievales la medida de un łan oscilaba entre 3 y 50 hectáreas, pero del siglo XIII a 1857 en la Pequeña Polonia (y Podkarpacie), el Łan franco se convirtió en el estándar .
| Unidad                                          | Miara (Unidad) | Sążeń², (Klafter ² vieneses) | Łokieć² (codos cuadrados vieneses) | m²      |
| ----------------------------------------------- | -------------- | ---------------------------- | ---------------------------------- | ------- |
| 1 morg (morgen) (= 0.5755 ha)                   | 3              | 1600                         | 6439.02                            | 5754.64 |
| 1 miara (Unidad) (= 19.18 ar)                   |                | 533.33                       | 2929.07                            | 1918    |
| 1 sążeń² wiedeński (Klafter cuadrados vieneses) |                |                              | 4.0237                             | 3.6     |
| 1 łokieć² wiedeński (codos cuadrados vieneses)  |                |                              |                                    | 0.9     |

- Datos: Q17094697